# Les Monstres du continent perdu
Série Showa
Godzilla contre Mecanik Monster
(1974) Godzilla: Final Wars
(2004)
Pour plus de détails, voir Fiche technique et Distribution.
Les Monstres du continent perdu (メカゴジラの逆襲, Mekagojira no gyakushū) est un film japonais du réalisateur Ishirō Honda sorti en 1975.

## Synopsis
Les extraterrestres de la troisième planète du trou noir ont réussi à rebâtir Mechagodzilla, pour envahir la Terre. Ils se sont associés au Dr Mafune un savant rejeté par la communauté scientifique et capable de contrôler un dinosaure géant marin : Titanosaurus. Pour contrer la menace, Interpol se lance à la poursuite des extraterrestres tandis que Godzilla affronte les deux monstres.

## Fiche technique
- Titre : Les Monstres du continent perdu
- Titres français alternatifs : Les Ogres de l'espace[1] ; Mechagodzilla contre-attaque[2]
- Titre original : メカゴジラの逆襲 (Mekagojira no gyakushū?)
- Titre anglais : Terror of Mechagodzilla
- Réalisation : Ishirō Honda
- Scénario : Yukiko Takayama
- Photographie : Sokei Tomioka
- Musique : Akira Ifukube
- Production : Tomoyuki Tanaka ; Henry G. Saperstein (en)
- Sociétés de production : Tōhō ; Henry G. Saperstein Enterprises
- Sociétés de distribution : Tōhō (Japon) ; United Artists (USA)
- Pays d'origine :  Japon
- Langue : japonais, anglais
- Format : couleur — 2,35:1 — 35 mm — son mono
- Genre : Action, science-fiction et kaiju-eiga
- Durée : 83 minutes[3] (métrage : 6 bobines - 2 282 m[3])
- Dates de sortie :
  - Japon : 15 mars 1975[3]
  - France : 25 août 1976[4]

## Distribution
- Katsuhiko Sasaki : Akira Ichinose
- Akihiko Hirata : Dr. Shinji Mafune
- Katsumasa Uchida : Jiro Murakoshi, agent d'Interpol
- Gorō Mutsumi : Mugal
- Tadao Nakamaru : Tagawa

## Autour du film
- C'est le dernier Godzilla réalisé par Ishirō Honda
- Ce film est d'abord sorti au cinéma dans le sud de la France sous le titre Les Ogres de l’espace puis Les Monstres du continent perdu.
- Ce film est sorti avant le premier Godzilla contre Mecanik Monster. De plus, le générique a été supprimé sur les copies françaises.